# Agnieszka Drosdzol-Cop
Agnieszka Barbara Drosdzol-Cop – polska ginekolog, dr hab. nauk medycznych, profesor uczelni Katedry Zdrowia Kobiety i prodziekan Wydziału Nauk o Zdrowiu w Katowicach Śląskiego Uniwersytetu Medycznego.

## Życiorys
6 kwietnia 2006 obroniła pracę doktorską Ocena jakości życia i relacji partnerskich par niepłodnych, 18 kwietnia 2013 habilitowała się na podstawie pracy zatytułowanej Endometrioza i zaburzenia cyklu miesiączkowego w ginekologii dziecięcej i dziewczęcej. 9 maja 2018 uzyskała tytuł profesora nauk medycznych. Została zatrudniona na stanowisku adiunkta w Katedrze Zdrowia Kobiety na Wydziale Opieki Zdrowotnej Śląskiego Uniwersytetu Medycznego w Katowicach.
Jest profesorem uczelni Katedry Zdrowia Kobiety i prodziekanem na Wydziale Nauk o Zdrowiu w Katowicach Śląskiego Uniwersytetu Medycznego, oraz członkiem Rady Dyscypliny Naukowej - Nauk o Zdrowiu Śląskiego Uniwersytetu Medycznego w Katowicach.
Została odznaczona Złotym Krzyżem Zasługi (2023).

## Wyróżnienia
- Nagrody JM Rektora SUM[3]
- Nagroda Główna Prezesów Polskiego Towarzystwa Ginekologicznego[3]